# Land Institute
Land Institute är en amerikansk icke-vinstdrivande privat forskningsinstitution för grödor i Kansas i USA.
Land Institute har utvecklat ett nytt flerårigt veteliknande sädesslag, vilket registrerats med varumärket Kernza.
Land Institute grundades på 14 hektar mark 1976 av växtgenetikern Wes Jackson och Dana Jackson. År 2014 förfogade institutet över mer än 440 hektar. 
Det fleråriga sädesslaget kernza har utvecklats av institutet ur thinopyrum intermedium, som är besläktat med vete. Det utvecklar ett rotsystem, som är avsevärt större än vetets och anses därför mer uthålligt vid torka. Bland annat på grund av att marken inte plöjs varje år binds kolet i marken hårdare och urlakningen av ämnen som kväve och fosfor är mindre. Den minskade markbearbetning kan också leda till minskad störning av mikroorganismer som bakterier och mikrosvampar i jorden. Försök i Sverige med kernza sker sedan 2015 av Sveriges lantbruksuniversitet.